# Acantholycosa paraplumalis
Acantholycosa paraplumalis är en spindelart som beskrevs av Marusik, Azarkina och Koponen 2004. Acantholycosa paraplumalis ingår i släktet Acantholycosa och familjen vargspindlar. Inga underarter finns listade i Catalogue of Life.